# ISO 3166-2:GS
ISO 3166-2:GS — стандарт Международной организации по стандартизации, который определяет геокоды. Является подмножеством стандарта ISO 3166-2, относящимся к Южной Георгии и Южным Сандвичевым Островам. Стандарт охватывает Южную Георгию и Южные Сандвичевы острова, являющиеся заморской территорией Великобритании. Геокод состоит из кода: Alpha2 по стандарту ISO 3166-1 для Южной Георгии и Южных Сандвичевых Островов — GS. Геокоды Южной Георгии и Южных Сандвичевых Островов являются подмножеством кодов домена верхнего уровня — GS, присвоенного Южной Георгии и Южным Сандвичевым Островам в соответствии со стандартами ISO 3166-1.

## Геокоды Южной Георгии и Южных Сандвичевых Островов
| Название                                 | Alpha2 | Alpha3 | цифровой | Геокод по ISO 3166-2 | Статус               |
| ---------------------------------------- | ------ | ------ | -------- | -------------------- | -------------------- |
| Южная Георгия и Южные Сандвичевы Острова | GS     | SGS    | 239      | не присвоен          | заморская территория |

## Геокоды пограничных Южной Георгии и Южным Сандвичевым Островам государств
- Фолклендские острова — ISO 3166-2:FK (на северо-западе),
- Аргентина — ISO 3166-2:AR (на северо-западе).